# Tony Award de la meilleure chorégraphie
Le Tony Award de la meilleure chorégraphie est un prix décerné aux chorégraphes de spectacles musicaux depuis 1947. 

## Récompenses et nominations

### Années 1940
| - 1947: Agnes de Mille – Brigadoon et Michael Kidd – Finian's Rainbow - Pas de nommés - 1948: Jerome Robbins – High Button Shoes - Pas de nommés | - 1949: Gower Champion – Lend An Ear - Pas de nommés |

### Années 1950
| - 1950: Helen Tamiris – Touch and Go - Pas de nommés - 1951: Michael Kidd – Blanches colombes et vilains messieurs - Pas de nommés - 1952: Robert Alton – Pal Joey - Pas de nommés - 1953: Donald Saddler – Wonderful Town - Pas de nommés - 1954: Michael Kidd – Can-Can - Pas de nommés - 1955: Bob Fosse – The Pajama Game - Pas de nommés | - 1956: Bob Fosse – Damn Yankees - Robert Alton – The Vamp - Boris Runanin – Phoenix '55 et Pipe Dream - Anna Sokolow – Red Roses For Me - 1957: Michael Kidd – Li'l Abner - Hanya Holm – My Fair Lady - Dania Krupska – The Most Happy Fella - Jerome Robbins et Bob Fosse – Bells Are Ringing - 1958: Jerome Robbins – West Side Story - Bob Fosse – New Girl In Town - Onna White – The Music Man - 1959: Bob Fosse – Redhead - Agnes de Mille – Goldilocks - Carol Haney – Flower Drum Song - Onna White – Whoop-Up |

### Années 1960
| - 1960: Michael Kidd – Destry Rides Again - Peter Gennaro – Fiorello! - Joe Layton – Greenwillow - Lee Scot – Happy Town - Onna White – Take Me Along - 1961: Gower Champion – Bye Bye Birdie - Onna White – Irma la Douce - 1962: Joe Layton – No Strings - Agnes de Mille – Kwamina - Michael Kidd – Subways Are For Sleeping - Dania Krupska – The Happiest Girl in the World - 1963: Bob Fosse – Little Me - Carol Haney – Bravo Giovanni - 1964: Gower Champion – Hello, Dolly! - Danny Daniels – High Spirits - Carol Haney – Funny Girl - Herbert Ross – Anyone Can Whistle - 1965: Jerome Robbins – Un violon sur le toit - Peter Gennaro – Bajour - Donald McKayle – Golden Boy - Onna White – Half a Sixpence | - 1966: Bob Fosse – Sweet Charity - Jack Cole – L'Homme de la Mancha - Michael Kidd – Skyscraper - Onna White – Mame - 1967: Ron Field – Cabaret - Michael Bennett – A Joyful Noise - Danny Daniels – Walking Happy et Annie du Far West - Lee Theodore – The Apple Tree - 1968: Gower Champion – The Happy Time - Michael Bennett – Henry, Sweet Henry - Kevin Carlisle – Hallelujah, Baby! - Onna White – Illya Darling - 1969: Joe Layton – George M! - Sammy Bayes – Canterbury Tales - Ronald Field – Zorba - Michael Bennett – Promises, Promises |

### Années 1970
| - 1970: Ron Field – Applause - Michael Bennett – Coco - Grover Dale – Billy - Louis Johnson – Purlie - 1971: Donald Saddler – No, No, Nanette - Michael Bennett – Company - Michael Kidd – The Rothschilds - 1972: Michael Bennett – Follies - Patricia Birch – Grease - Jean Erdman – Two Gentlemen of Verona - 1973: Bob Fosse – Pippin - Gower Champion – Sugar - Peter Gennaro – Irene - Donald Saddler – Beaucoup de bruit pour rien - 1974: Michael Bennett – Seesaw - Patricia Birch – Over Here! - Donald McKayle – Raisin - 1975: George Faison – The Wiz - Gower Champion – Mack and Mabel - Donald McKayle – Doctor Jazz - Margo Sappington – Where's Charley? - Robert Tucker – Shenandoah - Joel Zwick – Dance with Me | - 1976: Michael Bennett et Bob Avian – A Chorus Line - Patricia Birch – Pacific Overtures - Bob Fosse – Chicago - Billy Wilson – Bubbling Brown Sugar - 1977: Peter Gennaro – Annie - Talley Beatty – Your Arms Too Short to Box with God - Patricia Birch – Music Is - Onna White – I Love My Wife - 1978: Bob Fosse – Dancin' - Arthur Faria – Ain't Misbehavin' - Ron Lewis – The Act - Elizabeth Swados – Runaways - 1979: Michael Bennett et Bob Avian – Ballroom - Henry LeTang et Billy Wilson – Eubie! - Dan Siretta – Whoopee! - Tommy Tune – The Best Little Whorehouse in Texas |

### Années 1980
| - 1980: Tommy Tune et Thommie Walsh – A Day in Hollywood/A Night in the Ukraine - Ernest Flatt – Sugar Babies - Larry Fuller – Evita - Joe Layton – Barnum - 1981: Gower Champion – 42nd Street - Graciela Daniele – The Pirates of Penzance - Henry LeTang, Donald McKayle et Michael Smuin – Sophisticated Ladies - Roland Petit – Can-Can - 1982: Michael Bennett et Michael Peters – Dreamgirls - Peter Gennaro – Little Me - Tony Tanner – Joseph and the Amazing Technicolor Dreamcoat - Tommy Tune – Nine - 1983: Tommy Tune et Thommie Walsh – My One and Only - George Faison – Porgy and Bess - Gillian Lynne – Cats - Donald Saddler – On Your Toes - 1984: Danny Daniels – The Tap Dance Kid - Wayne Cilento – Baby - Graciela Daniele – The Rink - Scott Salmon – La Cage aux folles | - 1986: Bob Fosse – Big Deal - Graciela Daniele – The Mystery of Edwin Drood - Peter Martins – Song & Dance - Tango Argentino Dancers – Tango Argentino - 1987: Gillian Gregory – Me and My Girl - Ron Field – Rags - Brian Macdonald – The Mikado - Arlene Phillips – Starlight Express - 1988: Michael Smuin – Anything Goes - Lar Lubovitch – Into the Woods - Gillian Lynne – The Phantom of the Opera - Ndaba Mhlongo et Mbongeni Ngema – Sarafina! - 1989: Cholly Atkins, Henry LeTang, Frankie Manning et Fayard Nicholas – Black and Blue - Michele Assaf – Starmites - Bill Irwin et Kimi Okada – Largely New York - Alan Johnson – Legs Diamond |

### Années 1990
| - 1990: Tommy Tune – Grand Hotel - Joan Brickhill – Meet Me in St. Louis - Graciela Daniele et Tina Paul – Dangerous Games - 1991: Tommy Tune – The Will Rogers Follies - Bob Avian – Miss Saigon - Graciela Daniele – Once on This Island - Dan Siretta – Oh, Kay! - 1992: Susan Stroman – Girl Crazy - Terry John Bates – Dancing at Lughnasa - Christopher Chadman – Blanches colombes et vilains messieurs - Hope Clarke, Ted L. Levy et Gregory Hines – Jelly's Last Jam - 1993: Wayne Cilento – The Who's Tommy - Graciela Daniele – Adieu, je reste - Vincent Paterson et Rob Marshall – Kiss of the Spider Woman - Randy Skinner – Ain't Broadway Grand - 1994: Kenneth MacMillan – Carousel - Jeff Calhoun – Grease - Rob Marshall – Damn Yankees - Rob Marshall – She Loves Me | - 1995: Susan Stroman – Show Boat - Bob Avian – Sunset Boulevard - Wayne Cilento – How to Succeed in Business Without Really Trying - Joey McKneely – Smokey Joe's Cafe - 1996: Savion Glover – Bring in 'da Noise/Bring in 'da Funk - Graciela Daniele – Chronique d'une mort annoncée - Susan Stroman – Big: the musical - Marlies Yearby – Rent - 1997: Ann Reinking – Chicago - Wayne Cilento – Dream - Joey McKneely – The Life - Susan Stroman – Steel Pier - 1998: Garth Fagan – Le Roi lion - Graciela Daniele – Ragtime - Forever Tango Dancers – Forever Tango - Rob Marshall – Cabaret - 1999: Matthew Bourne – Le Lac des cygnes - Patricia Birch – Parade - Rob Marshall – Little Me - A. C. Ciulla – Footloose |

### Années 2000
| - 2000: Susan Stroman – Contact - Kathleen Marshall – Kiss Me, Kate - Susan Stroman – The Music Man - Lynne Taylor-Corbett – Swing! - 2001: Susan Stroman – The Producers - Jerry Mitchell – The Full Monty - Randy Skinner – 42nd Street - 2002: Rob Ashford – Thoroughly Modern Millie - John Carrafa – Into the Woods - John Carrafa – Urinetown: The Musical - Susan Stroman – Oklahoma! - 2003: Twyla Tharp – Movin' Out - Robert Longbottom – Flower Drum Song - Jerry Mitchell – Hairspray - Melinda Roy – Urban Cowboy - 2004: Kathleen Marshall – Wonderful Town - Wayne Cilento – Wicked - Jerry Mitchell – Never Gonna Dance - Anthony Van Laast et Farah Khan – Bombay Dreams | - 2005: Jerry Mitchell – La Cage aux folles - Wayne Cilento – Sweet Charity - Jerry Mitchell – Dirty Rotten Scoundrels - Casey Nicholaw – Spamalot - 2006: Kathleen Marshall – The Pajama Game - Rob Ashford – The Wedding Singer - Donald Bryd – The Color Purple - Casey Nicholaw – The Drowsy Chaperone - 2007: Bill T. Jones – L'Éveil du printemps - Rob Ashford – Curtains - Matthew Bourne et Stephen Mear – Mary Poppins - Jerry Mitchell – Legally Blonde - 2008: Andy Blankenbuehler – In the Heights - Rob Ashford – Cry-Baby - Christopher Gattelli – South Pacific - Dan Knechtges – Xanadu - 2009: Peter Darling – Billy Elliot, the Musical - Karole Armitage – Hair - Andy Blankenbuehler – 9 to 5 - Randy Skinner – White Christmas |

### Années 2010
| - 2010 : Bill T. Jones – Fela! - Rob Ashford – Promises, Promises - Lynne Page – La Cage aux folles - Twyla Tharp – Come Fly Away - 2011 : Kathleen Marshall – Anything Goes - Rob Ashford – How to Succeed in Business Without Really Trying - Casey Nicholaw – The Book of Mormon - Susan Stroman – The Scottsboro Boys - 2012 : Christopher Gattelli – Newsies - Rob Ashford – Evita - Steven Hoggett – Once - Kathleen Marshall – Nice Work If You Can Get It - 2013 : Jerry Mitchell – Kinky Boots - Andy Blankenbuehler – Bring It On: The Musical - Peter Darling – Matilda the Musical - Chet Walker – Pippin - 2014 : Warren Carlyle – After Midnight - Kelly Devine et Steven Hoggett – Rocky - Casey Nicholaw – Aladdin - Susan Stroman – Bullets Over Broadway - 2015 : Christopher Wheeldon – An American in Paris - Joshua Bergasse – On the Town - Christopher Gattelli – Le Roi et moi - Scott Graham et Steven Hoggett – The Curious Incident of the Dog in the Night-Time - Casey Nicholaw – Something Rotten! | - 2016 : Andy Blankenbuehler – Hamilton - Savion Glover – Shuffle Along - Hofesh Shechter – Un violon sur le toit - Randy Skinner – Dames at Sea - Sergio Trujillo – On Your Feet! - 2017 : Andy Blankenbuehler – Bandstand - Peter Darling et Ellen Kane – Groundhog Day - Kelly Devine – Come from Away - Denis Jones – Holiday Inn - Sam Pinkleton – Natasha, Pierre & The Great Comet of 1812 - 2018 : Justin Peck – Carousel - Christopher Gattelli – My Fair Lady - Christopher Gattelli – SpongeBob SquarePants - Steven Hoggett – Harry Potter and the Cursed Child - Casey Nicholaw – Mean Girls - 2019 : Sergio Trujillo – Ain't Too Proud - Camille A. Brown – Choir Boy - Warren Carlyle – Kiss Me, Kate - Denis Jones – Tootsie - David Neumann – Hadestown |

### Années 2020
- 2020 : Sonya Tayeh – Moulin Rouge!
  - Sidi Larbi Cherkaoui – Jagged Little Pill
  - Anthony Van Laast – Tina

- 2022 : Christopher Wheeldon – MJ
  - Camille A. Brown – For Colored Girls Who Have Considered Suicide / When the Rainbow Is Enuf
  - Warren Carlyle – The Music Man
  - Carrie-Anne Ingrouille – Six
  - Bill T. Jones – Paradise Square

- 2023 : Casey Nicholaw – Some Like It Hot
  - Steven Hoggett – Sweeney Todd: The Demon Barber of Fleet Street
  - Susan Stroman – New York, New York
  - Jennifer Weber – & Juliet
  - Jennifer Weber – KPOP

- 2024 : Justin Peck – Illinoise
  - Camille A. Brown – Hell's Kitchen
  - Shana Carroll et Jesse Robb – Water for Elephants
  - Jeff Kuperman et Rick Kuperman – The Outsiders
  - Annie-B Parson – Here Lies Love

- 2025 : Patricia Delgado et Justin Peck – Buena Vista Social Club
  - Joshua Bergasse – Smash
  - Camille A. Brown – Gypsy
  - Christopher Gattelli – Death Becomes Her
  - Jerry Mitchell – Boop! The Musical